# 山阳镇 (宝应县)
山阳镇，是中国江苏省扬州市宝应县下属的一个镇，位于宝应县城西，北邻淮安市楚州区，东临宝应湖和白马湖，京杭大运河穿镇而过。山阳镇总面积123.4平方公里，人口约6万，辖有16个行政村和2个居委会。